# 日野市立病院
日野市立病院（ひのしりつびょういん）は、東京都日野市にある医療機関。日野市病院事業の設置等に関する条例（平成13年日野市条例第38号）に基づき設置された公立の病院である。慶應義塾大学病院を中心とする「慶應義塾大学関連病院会」に所属している。

## 沿革
（この節の出典）
- 1961年（昭和36年）11月10日 - 前身である日野町立国民健康保険病院が開院
- 1968年（昭和43年）4月1日 - 日野市立総合病院と改称
- 2002年（平成14年）6月1日 - 日野市立病院開院

## 診療科目
- 内科
- 循環器科
- 精神神経科（院内標榜）
- 小児科
- 外科
- 整形外科
- 脳神経外科
- 皮膚科
- 泌尿器科
- 産婦人科
- 眼科
- 耳鼻咽喉科
- リハビリテーション科
- 歯科口腔外科
- 麻酔科（ペインクリニック）
- 放射線科

## 医療機関の指定・認定
（下表の出典）
| 保険医療機関                                   | 指定小児慢性特定疾病医療機関                                               |
| 労災保険指定医療機関                           | 難病の患者に対する医療等に関する法律に基づく指定医療機関                   |
| 指定自立支援医療機関（更生医療）               | 原子爆弾被害者一般疾病医療取扱医療機関                                     |
| 指定自立支援医療機関（育成医療）               | 母体保護法指定医の配置されている医療機関                                   |
| 指定自立支援医療機関（精神通院医療）           | 災害拠点病院（地域）                                                       |
| 身体障害者福祉法指定医の配置されている医療機関 | 臨床研修病院                                                               |
| 生活保護法指定医療機関                         | DPC対象病院                                                                |
| 結核指定医療機関                               | 難病の患者に対する医療等に関する法律に基づく指定医の配置されている医療機関 |

- 救急告示病院（二次救急）[5]
- 公益財団法人日本医療機能評価機構認定病院[6]
- このほか、各種法令による指定・認定病院であるとともに、各学会の認定施設でもある。

## 交通アクセス
- JR中央本線「豊田駅」から京王バス八王子駅北口行ほか乗車「市立病院入口」下車、または日野市ミニバスで「日野市立病院」下車[7]
- JR中央本線「豊田駅」から徒歩15分[7]

## 不祥事
- 2020年4月（2021年4月報道） - 男性医師が、「新型コロナで頑張っている病院職員に寄付したい。防護具代として使ってほしい」と申し出た患者から受け取った現金100万円を本来の手続きである総務課への届け出をせずに、同僚の医師4人に10万円ずつ、看護師50人に1万円ずつそれぞれ配ったうえ、残りの10万円はみずから自宅で保管した。市は2021年3月、分配された現金を回収し、患者に返金したうえで、改めて正規の手続きで寄付を受け入れた[8]。

## その他
- この病院はテレビドラマ等の映像作品で使われる頻度が比較的高く、最近ではNHKのアニメ、もし高校野球の女子マネージャーがドラッカーの「マネジメント」を読んだらに周囲の景色をやや改変した状態で登場している。

- 近接のコニカミノルタ東京サイト日野との間で、災害時における水供給の協定を結んでいる。[9][10]